# ساختار اسپینل معکوس
ساختار اسپینل معکوس یکی از ساختارهای سه‌تایی مواد با فرمول عمومی AB2O4 است که در آن A و B کاتیون‌های فلزی مختلف هستند. این ساختار را می‌توان ترکیبی از ساختارهای نمک طعام و بلند روی در نظر گرفت. در ساختار اسپینل یون‌های دو ظرفیتی A و نصف یون‌های سه ظرفیتی B در حفره‌های هشت‌وجهی و مابقی یون‌های سه ظرفیتی B در حفره‌های چهاروجهی قرار دارند.
بسیاری از فریت‌ها مانند Fe3O4 ساختار اسپینل معکوس دارند.